# 多久市
多久市（たくし）は、佐賀県の中央部にある市である。

## 地理

鬼の鼻山から望む多久盆地と市街

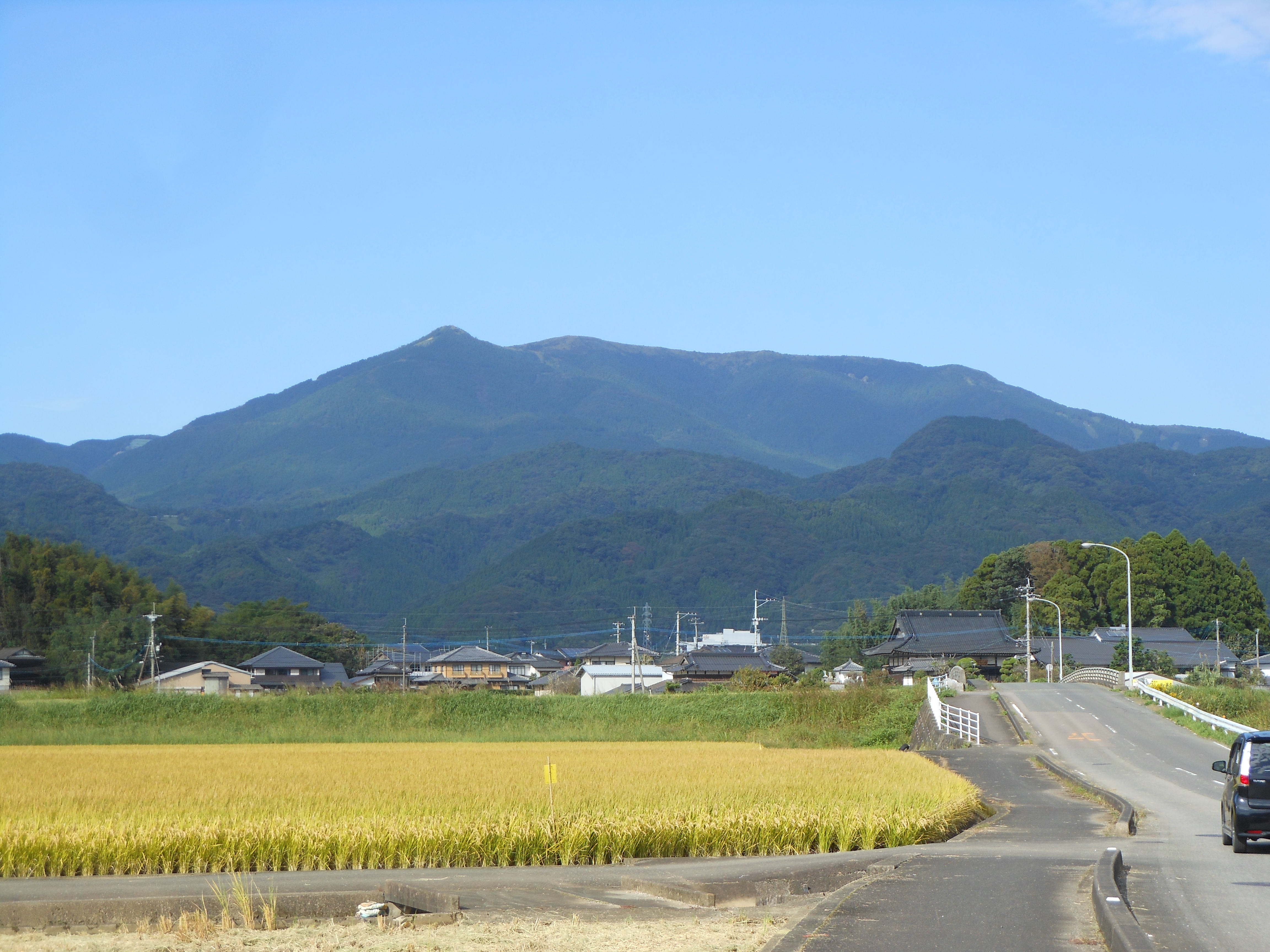
天山

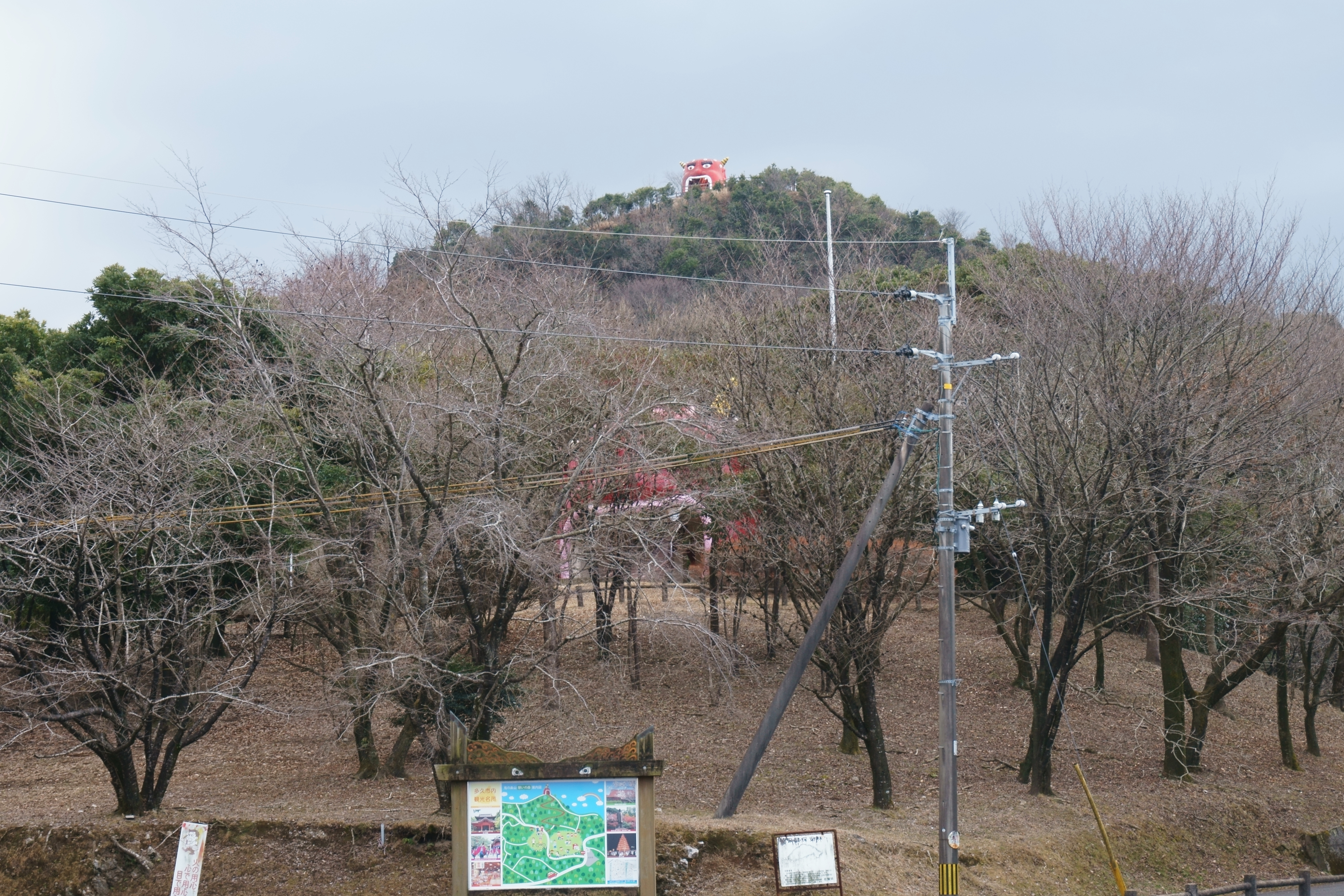
鬼の鼻山

佐賀市から約25km西側、牛津川沿いの盆地にあり、盆地の中心が市街地となる。山に囲まれる地勢だが、東には平地が続き他の方向にも低い峠で通じる。

### 地形

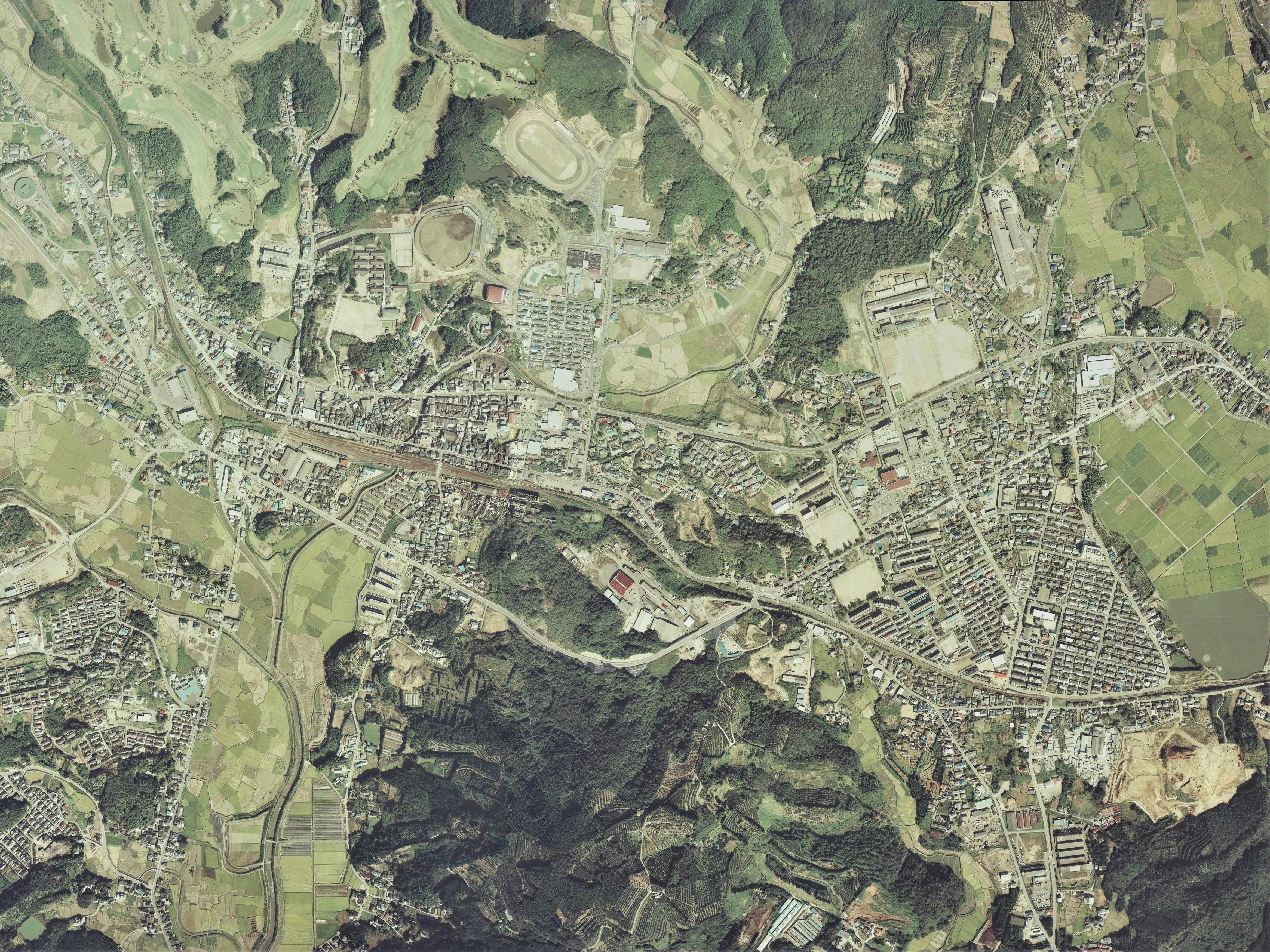
多久市中心部周辺の空中写真。
1981年10月12日撮影の3枚を合成作成。。

- 山岳: 天山（1046m）・八幡岳（764m）・女山（695m）・鬼の鼻山（464m）・徳連岳（445m）・笠頭山（350.5m）・両子山（338m）
- 河川: 牛津川・今出川
- 湖沼: 道灌堤・浅古場池・岸川ダム・天ヶ瀬ダム

### 隣接している自治体
- 佐賀市
- 小城市
- 唐津市
- 伊万里市
- 武雄市
- 杵島郡大町町・江北町

### 地域
多久市は、合併前の旧町村を町名として引き継ぎ、その下に旧町村より引き継いだ大字を続け、「多久市〇多久町大字××」の形で住所を表記している。ただし、多久町(旧多久村)のみ大字がなく、町名に続けて番地を表記している。
また、通常、住所には表記されないが、生活上の単位として集落ごとに行政区が設置されている。大字ごとに行政区を示す。
| 町       | 面積/km2 | 世帯 | 人口  | 位置 | 町・字 |
| -------- | -------- | ---- | ----- | ---- | --- |
| 北多久町 | 26.29    | 3414 | 08874 | 北   | 小侍(旭町・莇原・浦山・小侍・自由ヶ丘・新栄町・砂原・高木川内・立山・番所・東原・前田・山犬原・横柴折) 多久原(相ノ浦・岸川・申川内・大工田・多久原・中多久団地1～2区・中の原・中山・原口・松ヶ浦・四下・両の原) メイプルタウン |
| 多久町   | 17.12    | 1154 | 03052 | 中央 | (浦町・岡・桐岡・栄町・道祖元・下鶴・石州分・中野・西ノ原・西町・東ノ原・東町・宮ノ浦・明治佐賀・撰分) |
| 西多久町 | 19.22    | 0360 | 01138 | 西   | 板屋(板屋上・板屋下・猪鹿・倉持・宿・白仁田・駄地・谷・八久保・平古場・平野・平山・藤川内上・藤川内下・船山・山口・吉の尾) |
| 東多久町 | 15.52    | 1916 | 05140 | 東   | 納所(石原・裏納所・大畑・北坊・大門・天山・平合・平林・松瀬・柳瀬) 別府(旭ヶ丘・池ノ平・古賀[1区・2区西・2区東・3区]・古賀平・古賀山・渋木・仁位所・羽佐間・平和町・別府1～3区・宝蔵寺・山ノ上)                                |
| 南多久町 | 17.82    | 1006 | 03039 | 南   | 下多久(上田町・桐野・笹原・庄・中小路・西ノ谷・牟田辺) 長尾(天ヶ瀬・泉町・井上・後野・瓦川内・駄道・長尾・平原) 花祭(大野・田柄・谷下・西山)                                                                                   |
| 計       | 96.93    | 7134 | 20737 |      | |

1. 1 2  2013年2月28日
2. ↑  2001年に多久原より独立。住居表示を実施しており、行政区上もメイプルタウンである。

### 人口
| |                                        |  |
| 多久市と全国の年齢別人口分布（2005年） | 多久市の年齢・男女別人口分布（2005年） |  |
| ■紫色 ― 多久市 ■緑色 ― 日本全国 | ■青色 ― 男性 ■赤色 ― 女性              |  |
| 多久市（に相当する地域）の人口の推移 \| 1970年（昭和45年） \| 26,785人 \| \| \| 1975年（昭和50年） \| 25,535人 \| \| \| 1980年（昭和55年） \| 25,636人 \| \| \| 1985年（昭和60年） \| 25,831人 \| \| \| 1990年（平成2年） \| 25,162人 \| \| \| 1995年（平成7年） \| 24,507人 \| \| \| 2000年（平成12年） \| 23,949人 \| \| \| 2005年（平成17年） \| 22,739人 \| \| \| 2010年（平成22年） \| 21,404人 \| \| \| 2015年（平成27年） \| 19,749人 \| \| \| 2020年（令和2年） \| 18,295人 \| \| |                                        |  |
| 総務省統計局 国勢調査より |                                        |  |
| 1970年（昭和45年） | 26,785人                               |  |
| 1975年（昭和50年） | 25,535人                               |  |
| 1980年（昭和55年） | 25,636人                               |  |
| 1985年（昭和60年） | 25,831人                               |  |
| 1990年（平成2年） | 25,162人                               |  |
| 1995年（平成7年） | 24,507人                               |  |
| 2000年（平成12年） | 23,949人                               |  |
| 2005年（平成17年） | 22,739人                               |  |
| 2010年（平成22年） | 21,404人                               |  |
| 2015年（平成27年） | 19,749人                               |  |
| 2020年（令和2年） | 18,295人                               |  |

## 歴史
1708年（宝永5年）に領主の多久茂文が領内に聖廟を建てて孔子を祀り、そこで教育を行った。その建物は多久聖廟として現在保存されている。
1954年（昭和29年）5月1日、小城郡北多久町・多久村・西多久村・東多久村・南多久村が新設合併し、多久市が発足。

## 行政

### 歴代市長
多久市（1954年-）歴代市長
| 代   | 氏名     | 就任年月日    | 退任年月日    |
| ---- | -------- | ------------- | ------------- |
| 初代 | 吉木善久 | 1954年6月14日 | 1956年4月16日 |
| 2代  | 石志友二 | 1956年5月13日 | 1960年5月12日 |
| 3代  | 東郷嘉八 | 1960年5月13日 | 1961年8月7日  |
| 4代  | 藤井儀作 | 1961年9月17日 | 1977年9月16日 |
| 5代  | 吉次正美 | 1977年9月17日 | 1985年9月16日 |
| 6代  | 川内昇   | 1985年9月17日 | 1989年9月16日 |
| 7代  | 百崎素弘 | 1989年9月17日 | 1997年9月16日 |
| 8代  | 横尾俊彦 | 1997年9月17日 | 現職          |

### 議会
- 議会定数：15名[1]

### マスコットキャラクター
多久翁さん
2011年（平成23年）7月7日から多久市のマスコットキャラクター。

### 姉妹友好都市
- 曲阜市（中華人民共和国山東省）
  - 1993年（平成5年）11月2日友好都市提携。

### 県政
多久市から選出される佐賀県議会議員の定数は1議席である。

### 国政・国の出先機関
- 衆議院 - 佐賀県第2区（2013年までは佐賀県第3区）。比例区では九州ブロックに属する。詳細は、それぞれの選挙区を参照のこと。
- 参議院 - 佐賀県選挙区（全県区、定数2議席）に属する。

出先機関
- 厚生労働省佐賀労働局
  - 多久市地域職業相談室

### 警察
- 小城警察署多久幹部派出所 （旧・多久警察署、2006年（平成18年）に小城警察署に統合された）
  - 駐在所
    - 多久警察官駐在所
    - 西多久警察官駐在所
    - 納所警察官駐在所
    - 東多久警察官駐在所
    - 南多久警察官駐在所

### 消防
- 佐賀中部広域連合佐賀広域消防局
  - 多久消防署
  - 多久南西出張所

## 産業
就業人口

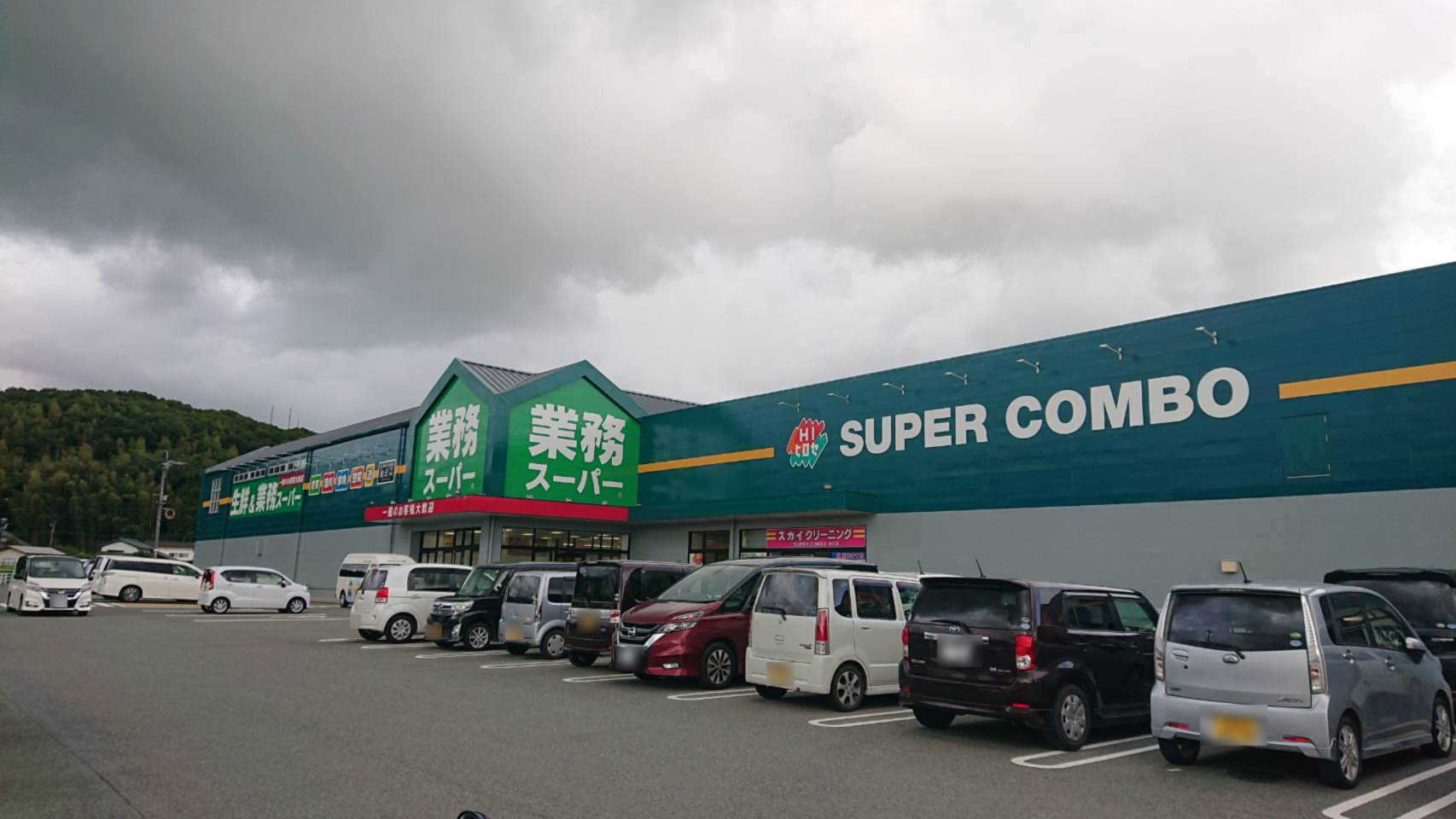
2021年新装開店されたショッピングセンター核店舗は大分に本社を置くHIヒロセ。

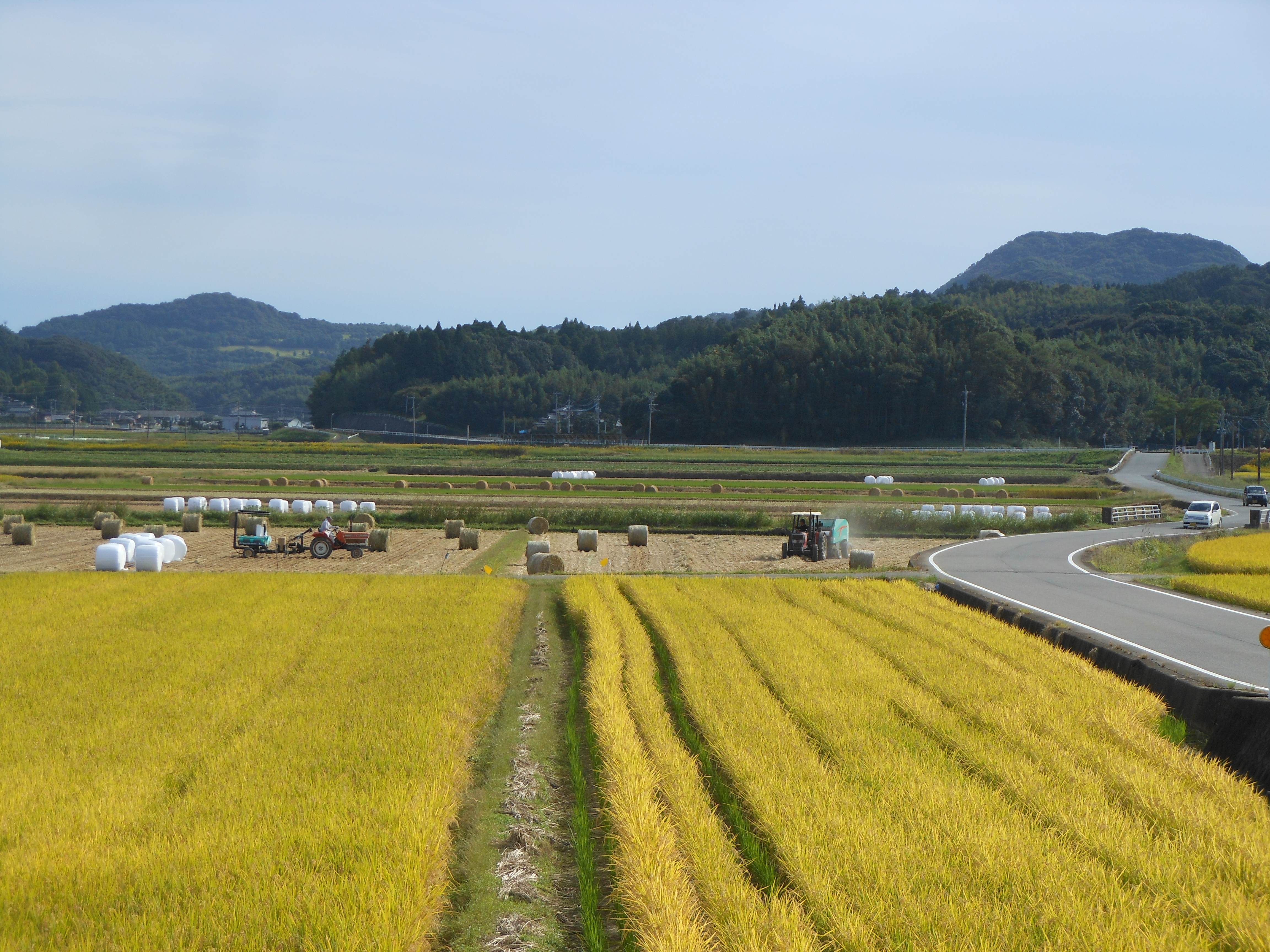
水田での農作業（南多久町）

- 第一次産業：971人 9.6%（2010年）
- 第二次産業：2,769人 27.38%（2010年）
- 第三次産業：6,271人 62.01%（2010年）

近代以降は石炭産業が盛んとなり、三菱鉱業古賀山炭鉱、明治鉱業新明治佐賀炭鉱など多くの炭鉱で栄えたが、エネルギー事情の変化により1972年に県内最後の炭鉱でもあった新明治佐賀が閉山し、石炭産業は終焉を迎えた。長崎自動車道に近い地の利を活かし、跡地を工業団地として再生を図っている。

### 多久市に本社を置く企業
- タカタ九州
- ミタニマイクロニクス九州

### 多久市に工場・事業所を置く企業
- 九州INAX佐賀工場
- オニザキコーポレーション佐賀多久工場
- 福博印刷九州プリンティングセンター
- サガシキ多久工場
- 三和機工九州工場
- ヒガシ21多久ロジネットセンター
- トリゼンフーズ佐賀工場
- NIPPO佐賀合材工場
- 大成ロテック佐賀合材工場
- 多久製作所九州工場
- 不二コンクリート多久工場

## 市外局番
- 市外局番は全域が0952である。
  - 佐賀MA（市内局番74 - 76)

## 郵便局
- 集配局 - 多久郵便局

多久郵便局

- 無集配局 - 多久別府郵便局・南多久郵便局・東多久郵便局・北多久郵便局・本多久郵便局・西多久郵便局
- 簡易郵便局 - 多久原簡易郵便局・東多久納所簡易郵便局

## 金融機関
- 佐賀銀行多久支店
- JAさが（JAバンク）3支所 - 多久中央支所、多久さんわ支所、多久西渓支所

## テレビ
ケーブルテレビ
- 多久ケーブルメディア

## 健康・福祉
統計はすべて2010年10月1日の国勢調査のもの。
- 平均年齢 ： 48.12歳
  - 年少人口(0 - 14)割合：13.41%
  - 生産年齢人口(15 - 64)割合：58.70%
  - 老年人口(65 - )割合：27.89%

### 病院
- 多久市立病院 諸隈病院

## 教育

多久高等学校

### 保育所
全て私立。
- 納所保育園
- なごみ保育園
- とうぶ保育園
- みどり保育園
- こばと保育園
- 和光保育園
- 杉の子保育園
- 双葉保育園
- 青い鳥保育園
- のぞみ保育園
- 多久保育園
- さくらんぼ保育園
- 佐賀女子短期大学附属ひしのみ保育園 - 認定こども園

### 幼稚園
全て私立。
- 佐賀女子短期大学附属ひしのみ幼稚園 - 認定こども園

### 義務教育学校
2013年度より市内の公立小学校を中学校と同数の3校に統廃合し全小中学校で小中一貫教育を開始したのち、2017年には3校（3組）の小・中学校をそれぞれ義務教育学校に再編した。これにより市内すべての義務教育を行う学校が義務教育学校となった。また義務教育学校化により3校とも校名が東原庠舎にちなむ「多久市立東原庠舎○○校」に変更されている。
- 多久市立東原庠舎中央校
- 多久市立東原庠舎東部校
- 多久市立東原庠舎西渓校

### 高等学校
- 佐賀県立多久高等学校

### 職業能力開発校
- 佐賀県立産業技術学院

### 学校教育以外の施設
- 多久自動車学校

## 交通

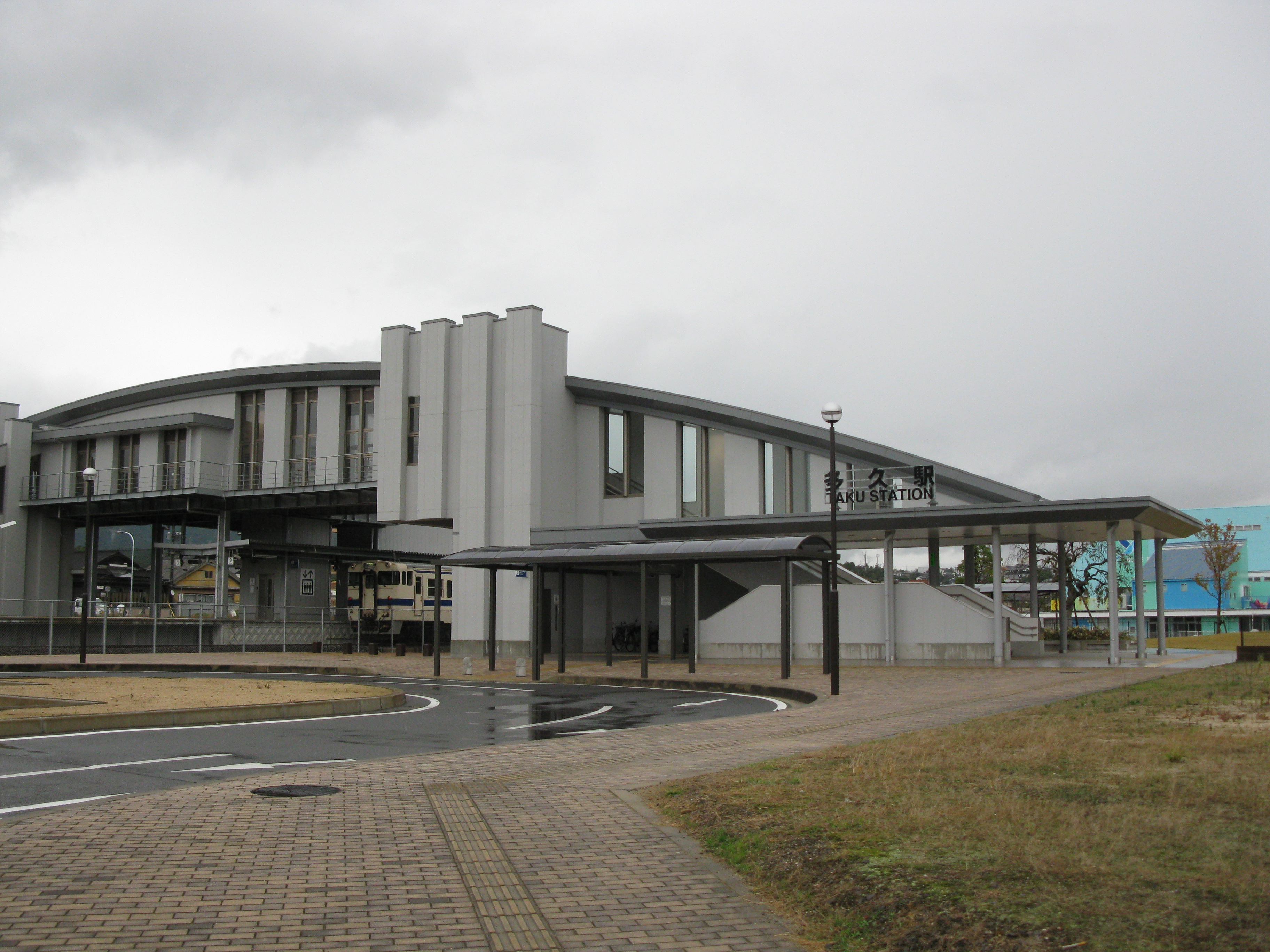
多久駅

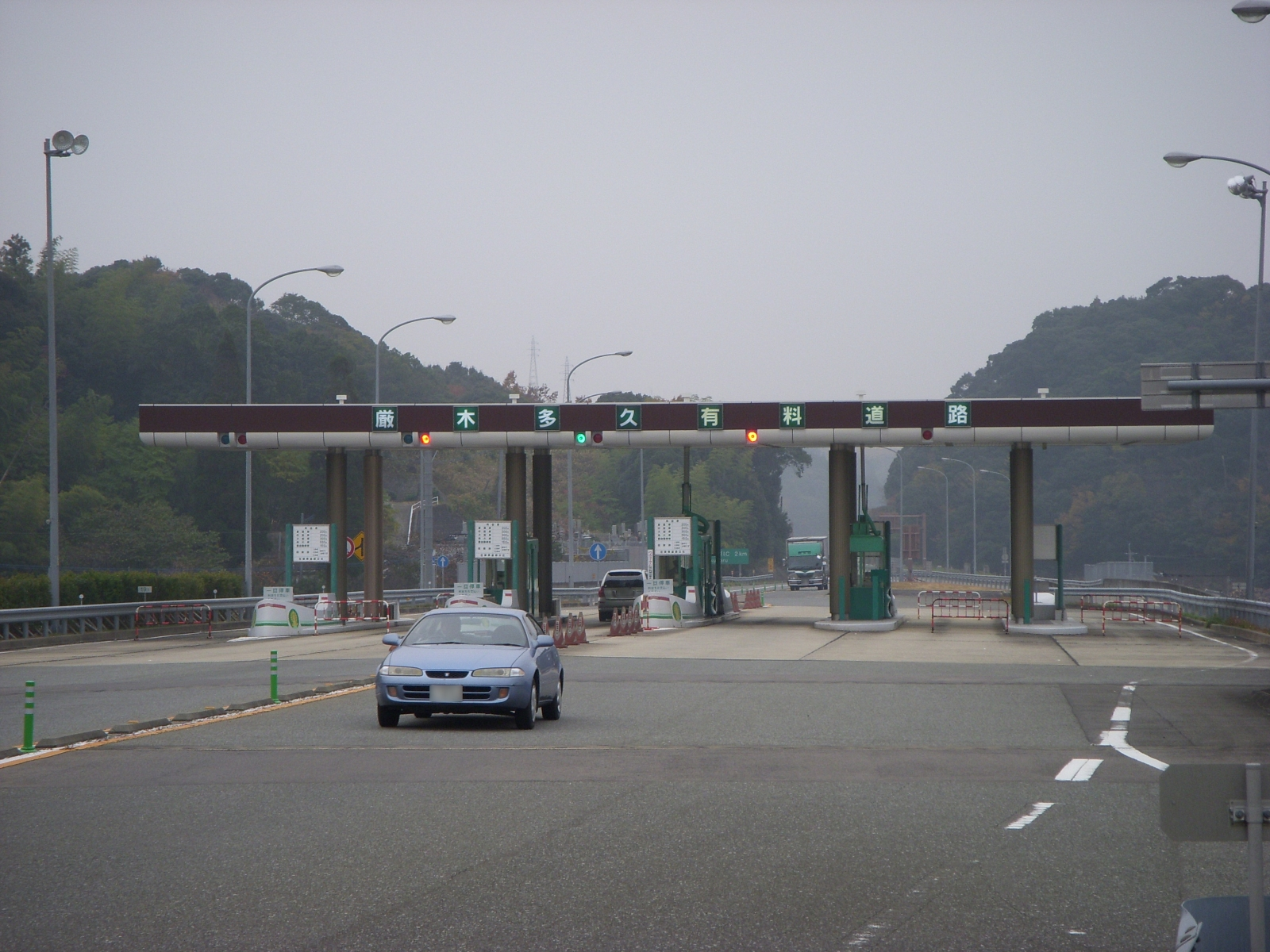
厳木多久道路

### 鉄道
九州旅客鉄道（JR九州）
- 唐津線
  - 東多久駅 - 中多久駅 - 多久駅

### バス
- 昭和自動車 - 佐賀市と唐津市を小城市・多久市経由で結ぶ路線と、多久市と武雄市を結ぶ路線がある。
  - 佐賀駅バスセンター - 医療センター好生館 - 徳万 - 小城 - 東多久 - 公立佐賀中央病院 - 多久市役所 - 多久駅北口 - 厳木駅前 - 相知駅前 - 山本 - 唐津大手口バスセンター
  - 竹下町 - 武雄温泉駅 - 北方大崎 - 本多久 - 多久駅北口 - 多久市役所
- チョイソコたく - 会員登録制・予約制オンデマンドバス（観光等での一時利用可能）。市内各地に設置された停留所で乗降可能。2024年12月2日より従来のふれあいバスに代わり運行開始した。

かつては福岡市と伊万里市を結ぶ高速バス「いまり号」が多久市街地に停車していたが2003年4月1日より経路変更され停車しなくなった。またかつては長崎自動車道上の多久聖廟バスストップに停車する高速バスもあったがこれも消滅したため、現在は多久市内に発着する高速バスはない。

### 道路

#### 高速道路
- 長崎自動車道
  - 多久インターチェンジ - 多久西パーキングエリア

#### 自動車専用道路
- 佐賀唐津道路（厳木多久道路）

#### 一般国道
- 国道203号

#### 主要地方道
- 佐賀県道24号武雄多久線
- 佐賀県道25号多久若木線
- 佐賀県道35号多久江北線

## 文化施設
- 多久市立図書館
- 資料館
  - 歴史民俗資料館
  - 郷土資料館
  - 先覚者資料館
- 東原庠舎
- 寒鶯亭（国の登録有形文化財）

## スポーツ施設

中央公園

- 中央公園
- 多久市陸上競技場
- 多久市野球場
- 多久市庭球場
- 多久市アーチェリー場
- 多久市体育センター
- 多久市緑が丘弓道場
- 西多久社会体育館
- 多久市東部ふれあい運動広場
- 多久市北多久運動広場
- 多久市船山キャンプ場

## 特産品
- 多久みかん
- 多久ヒノヒカリ
- 青しまうり漬け
- 孔子まん
- 丹邱の四季
- 多久びわ
- 銘酒「東鶴」
- 女山大根
- 桐岡ナス
- 多久まんじゅう
- 岸川まんじゅう

## 名所・旧跡・観光スポット・祭事・催事

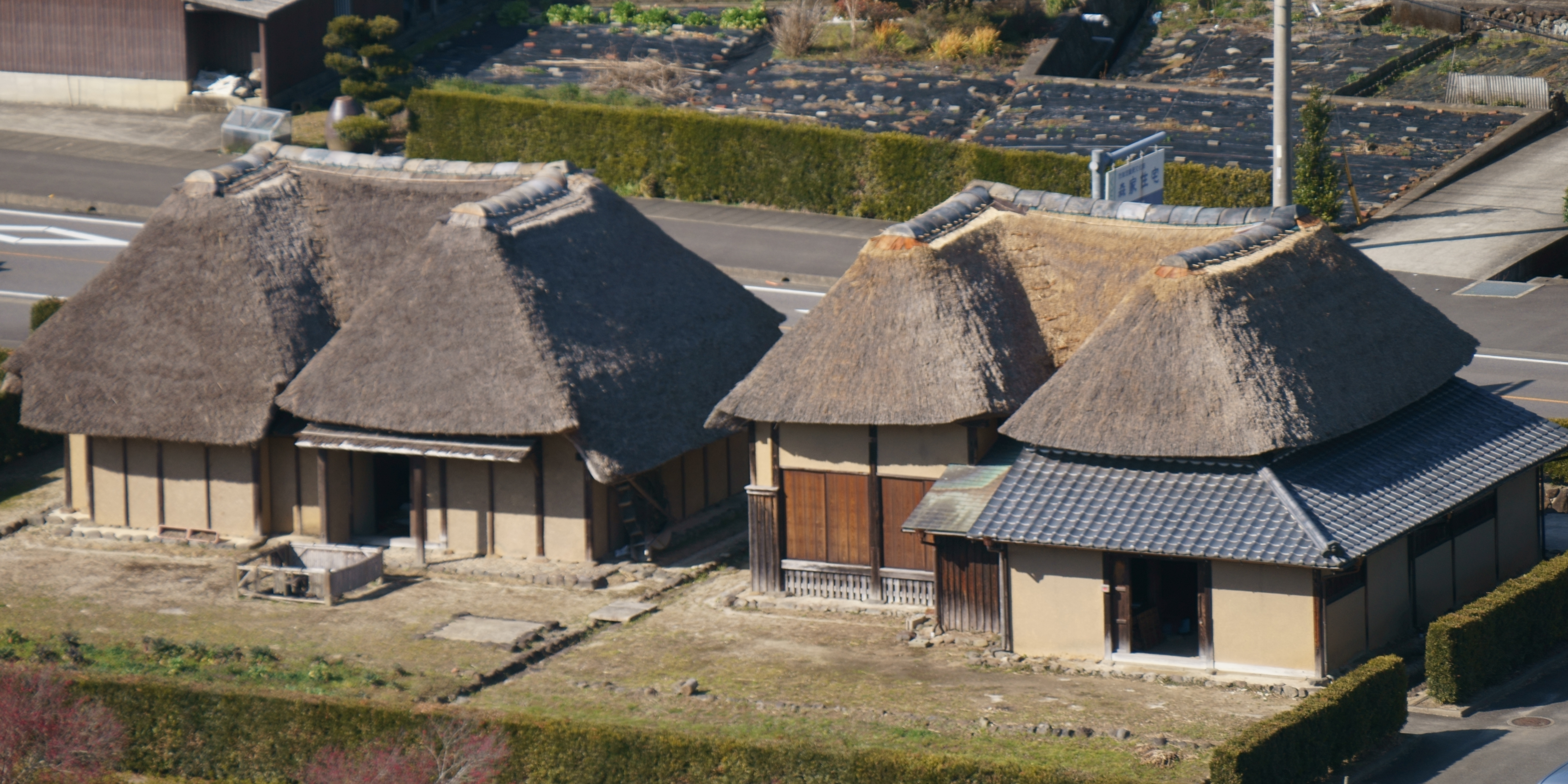
川内家住宅（左）、森家住宅（右）

西渓公園

西渓公園の紅葉

大平庵酒蔵資料館

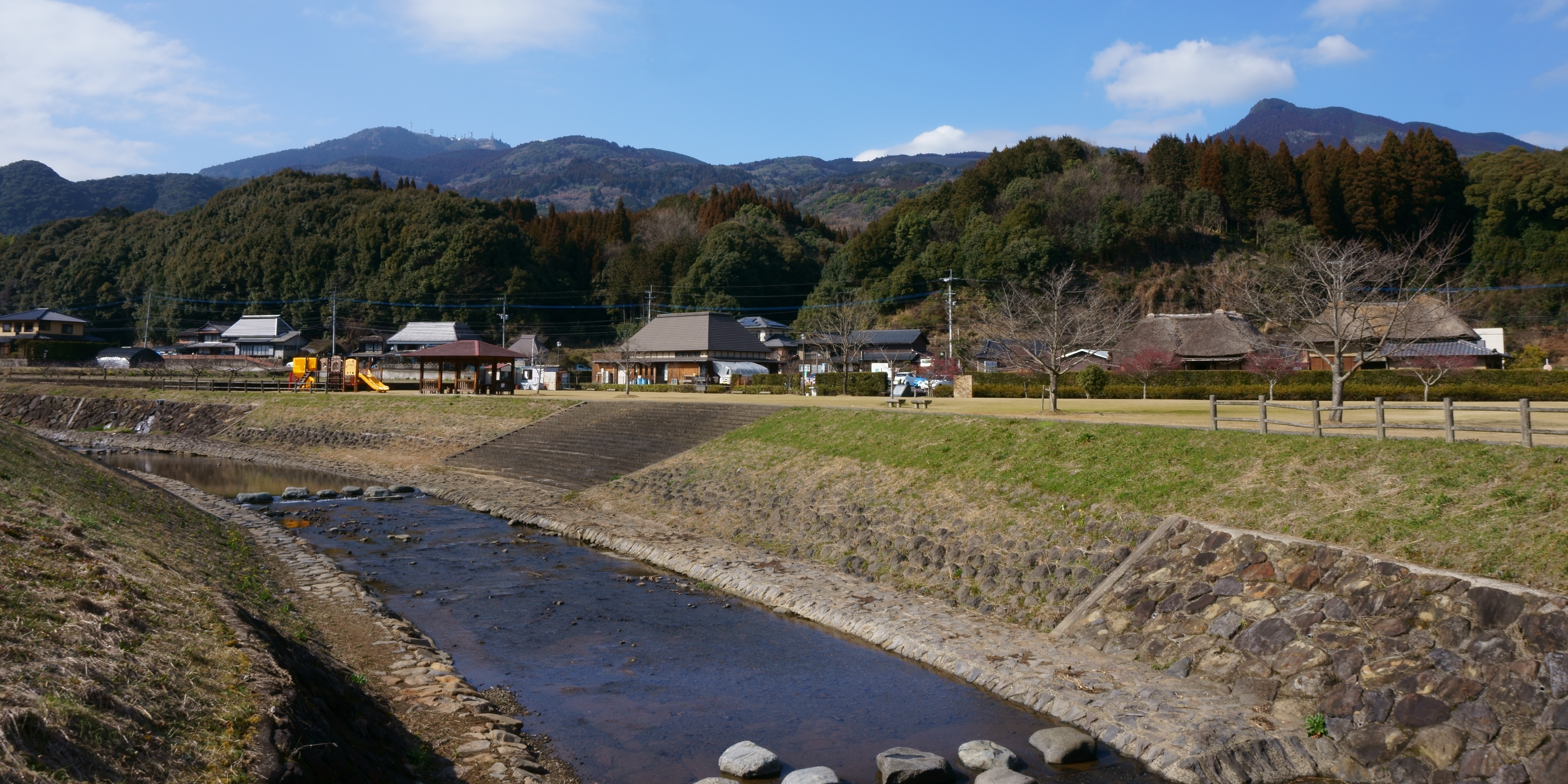
宝満山公園

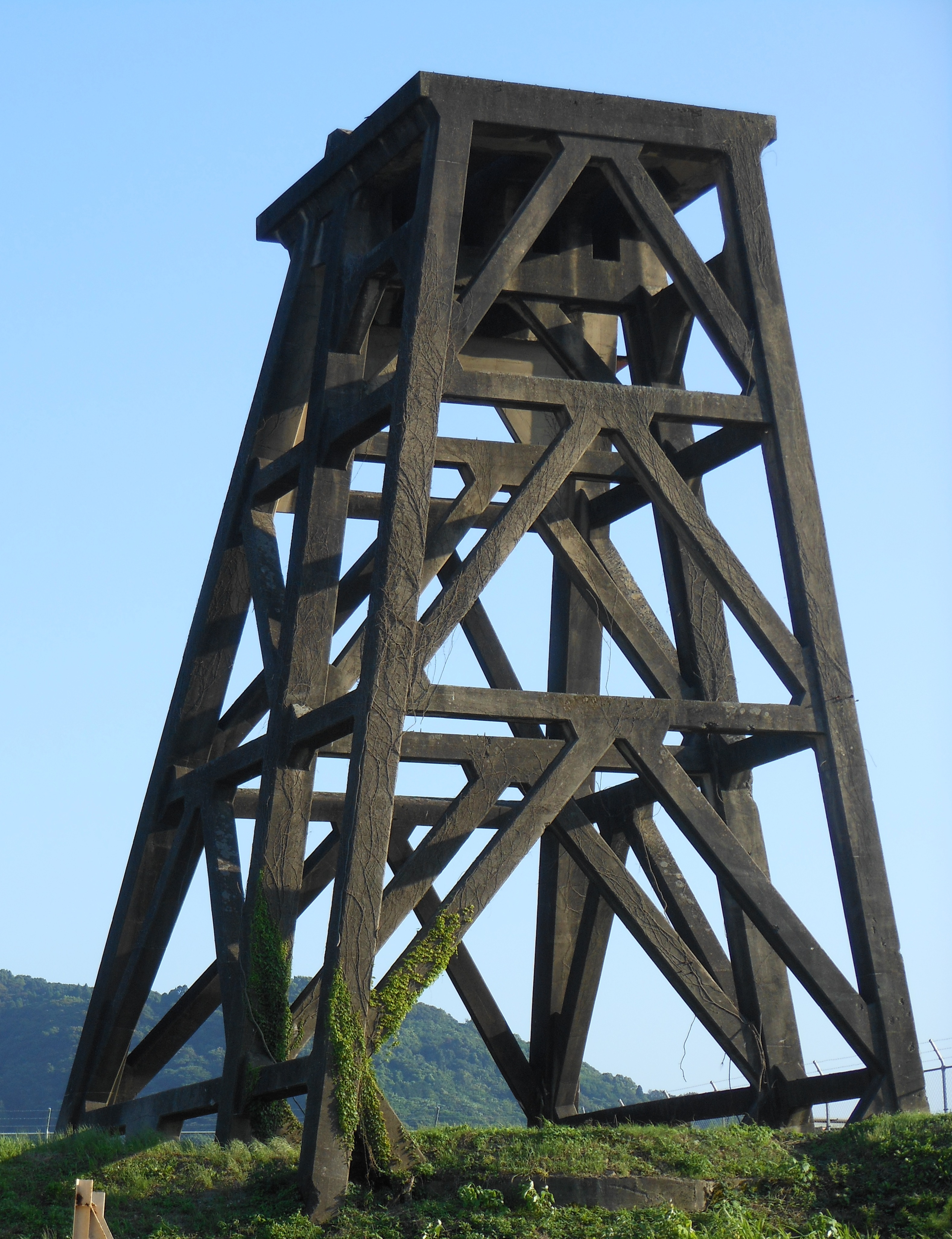
三菱古賀山炭鉱の竪坑櫓

### 名所・旧跡・観光スポット
- 多久聖廟 – 多久町東ノ原。孔子を祀った廟、国の重要文化財
- 岩屋山渓桜（37種類の桜を植栽した公園）
- 東原庠舎
- 西渓公園
- 寒鶯亭（国の登録有形文化財）
- 今出川ふるさと公園（初夏に蛍が乱舞する公園 ）
- 中央公園（多久最大規模の公園）
- 大平庵酒蔵資料館（酒造りの道具を展示）
- 多久市郷土資料館
- 川打家住宅・森家住宅 - 国指定・市指定文化財のくど造り民家[3]。
- 鬼ノ鼻山憩いの森
- 船山キャンプ場
- 多久市物産館（朋来庵）
- 多久市ふるさと情報館（幡船の里）
- 多久農産物直売所「たくさん館」
- 古賀山炭鉱竪坑櫓 – 唐津炭田の炭鉱遺構。佐賀県で唯一残る竪坑櫓で、鉄筋コンクリート造の竪坑櫓の数少ない現存例。
- 西の原大明神 – 多久町2638。安産の神
- 西ノ原天満宮 – 多久町
- 八幡神社（若宮八幡宮） – 多久町1758（上多久）。境内にある三本杉は県内でも最大級[4]
- 多久八幡神社[5]
- 七郎神社
- 多久温泉

### 祭事・催事
- 七草かゆ会（1月上旬）
- 成人祝賀ロードレース（1月第2日曜日）
- 春季聖廟釈菜（4月18日）
- 砂原・二十三夜祭（7月23日）
- 多久山笠（8月15、16日）
- 岸川盆綱引き（2年に1回、8月15日）
- 七郎神社祇園祭（9月15日）
- 天山祈念碑祭（9月19日）
- 秋季聖廟釈菜（10月第4日曜日）
- 多久まつり（11月）
- お火たき（12月31日）

## 著名な出身者
- 田代皖一郎(軍人)
- 志田林三郎（物理学者）
- 池田学（画家）
- 長谷川町子（漫画家）
- 滝口康彦（時代小説家）
- 真島理一郎（映像作家）
- 森永健次郎（映画監督）
- 加藤博一（プロ野球選手）
- 天ノ山静雄（大相撲力士）
- 柿木蓮（プロ野球選手）
- 松瀬元太（陸上競技選手）
- 夢乃聖夏（元宝塚歌劇団雪組男役）
- 山口仁也（プロボクサー）